# Скрипучий голос
Скрипу́чий го́лос (англ. creaky voice) — тип фонации, при котором голосовые связки вибрируют, как и при обычном (модальном) голосе, но при этом слабее напряжены. Акустически скрипучий голос похож на множество гортанных смычек: собственно, обычно он является типичным проявлением коартикуляции гласных c гортанной смычкой.
Скрипучий голос как различительный признак встречается во многих языках мира: так, например, этот контраст обычен в языках Юго-Восточной Азии (в частности, во вьетнамском). В Европе встречается в датском: это одна из возможных реализаций «толчка» (stød).